# Clearing (Chicago)

Situation de Clearing dans la ville de Chicago

Clearing est l'un des 77 secteurs communautaires de la ville de Chicago aux États-Unis. Une partie de l'Aéroport international Midway de Chicago est située dans ses limites.